# کالروئگا
کالروئگا (به اسپانیایی: Caleruega) یک شهرستان در اسپانیا است که در Ribera del Duero واقع شده‌است.